# Cryptops cavernicolus
Cryptops cavernicolus är en mångfotingart som beskrevs av Negrea och Fundora Martinez 1977. Cryptops cavernicolus ingår i släktet Cryptops och familjen Cryptopidae.
Artens utbredningsområde är Kuba. Inga underarter finns listade i Catalogue of Life.